# Calathotarsus simoni
Calathotarsus simoni is een spinnensoort in de taxonomische indeling van de Migidae.
Het dier behoort tot het geslacht Calathotarsus. De wetenschappelijke naam van de soort werd voor het eerst geldig gepubliceerd in 1975 door Schiapelli & Gerschman.